# Asura’s Wrath
Asura's Wrath – fabularna gra akcji wyprodukowana przez CyberConnect2 i wydana 21 lutego 2012 roku przez Capcom na konsole PlayStation 3 i Xbox 360.
Gra zebrała mieszane opinie. Pozytywnie oceniono opowiedzianą historię i styl anime, jednak krytykowano brak równowagi między rozgrywką a przerywnikami.

## Rozgrywka
Asura's Wrath to gra komputerowa łącząca ze sobą elementy różnych gatunków. Gracz steruje postacią półboga Asury, który został wygnany na Ziemię. Gra podzielona jest na poziomy przedstawione jako odcinki serialu anime.
Każdy z nich zaczyna się od intra i głosu narratora podsumowującego poprzednie wydarzenia. Rozgrywka zmienia się pomiędzy grą akcji z perspektywy trzeciej osoby a rail shooterem. Interfejs zawiera wskaźnik życia postaci i poziom wybuchu. Ten drugi jest pusty wraz z rozpoczęciem każdej misji i wypełnia się wraz z zabijaniem przeciwników. Po jego całkowitym zapełnieniu gracz może przeprowadzić potężny atak, który jest często wymagany, aby zabić silnych przeciwników albo wykonać zadanie.

## Odbiór
Model rozgrywki i jego poszczególne elementy były przedmiotem krytyki. Keza MacDonald z IGN stwierdziła, że gra to w większości przerywnik filmowy. Przez 70% czasu gracz ogląda zamiast grać. Nawet jeśli gracz nominalnie jest zaangażowany w akcję poprzez tzw. quick time event, niepowodzenie często nie ma wpływu na to, co faktycznie stanie się z bohaterami. Giancarlo Varanini negatywnie ocenił fragmenty z walką. Jego zdaniem segmenty z gatunku rail shooter oferują niewielką różnorodność i funkcjonalnie sprowadzają się do przytrzymania jednego przycisku, aby wystrzelić pociski, a następnie okresowego naciskania drugiego, aby wystrzelić rakiety, gdy namierzenie celu zostanie osiągnięte.
Fabuła i fragmenty w stylu anime były chwalone przez recenzentów. Christian Donlan z serwisu Eurogamer napisał, że animacje postaci wydają się zarówno żywe, jak i cudownie powściągliwe, a styl graficzny to najlepsza trójwymiarowa implementacja estetyki mangi, jaką kiedykolwiek widział. Podobnie wyraziła się MacDonald pisząc, że statyczne ilustracje pojawiające się pomiędzy odcinkami są niezwykle szczegółowe – jak można się spodziewać po studiu, którego pracownicy są przepełnieni pasją do mangi i anime. W ocenie MacDonald Asura's Wrath to jedno z największych osiągnięć japońskiej animacji od bardzo długiego czasu. Jej historia – szalona i całkowicie bezsensowna pod koniec – jest tym, co trzyma gracza w grze.